# Baranyó Sándor
Baranyó Sándor (Szolnok, 1920. december 3. – Szolnok, 2001. április 25.) magyar festőművész.

## Élete
Tanulmányait 1939–1944 közt, a Magyar Képzőművészeti Főiskolán végezte. Szőnyi István növendéke, mesterének 1943/44-ben tanársegédje volt. Elnyeri a Balatoni-ösztöndíjat, 1944/45-re a szolnoki  Művészeti Egyesület Igazgatósága a kolónia vendégtagjául választja. 1945-től 1951-ig a Szolnokon élt és alkotott, majd 1951-től 1957-ig Budapesten élt. 1953-tól 1956-ig az oktatási minisztérium rajzoktatási szakreferense, három rajztanítás pedagógiai módszereit összegző szakkönyv fűződik nevéhez. 1957-től a Szolnoki Művésztelep tagja, meghatározó egyénisége lett. Az 1960-as években művészettörténetet tanított, és irodalmi kört vezetett a Varga Katalin Gimnáziumban. 1970–1982 között a Magyar képzőművészek és Iparművészek Szövetsége, Közép-magyarországi Területi Szervezet főtitkára volt. Számos európai országban járt tanulmányúton. Élete utolsó éveit Szolnokon és Nagykörűben töltötte, ott élt és alkotott. Műteremháza ma is őrzi, hatalmas méretű falfestményét. Halála után, Szolnokon (Szandaszőlős) utcát neveztek el róla.

## Stílusa
„Főként tájképeket fest, motívumai a tanyák, szántóföldek és a tájban felbukkanó ember. Művei nem méretük, de a belülről jövő feszítőerejük révén monumentálisak. Gyorsan rögzíti benyomásait, de a hangulatteremtés mögött a kifejezés eruptív ereje munkál. Alkotásai szuggesztivitását intenzív színeivel, sokszor relief hatással kezelt festékfelhordásával éri el.”

## Kiállítások

### Egyéni kiállítások
- 1961, 1974, 1976, Szolnok
- 1976, 1980, Párizs
- 1970, Riihimäki (FIN)
- 1974, Tampere
- 1976, Japán
- 1976, 1982, 1986, Debrecen
- 1980, Szolnoki Galéria, Szolnok
- 1980, Munkácsy Mihály Múzeum, Békéscsaba (gyűjteményes)
- 1980, Galerie Feiselgasteiing, München
- 1983, 1988, Csók Galéria, Budapest
- 1984, Cegléd, Miskolc
- 1990, Rüsselsheim
- 1995, Szolnoki Galéria, Szolnok
- 1996. Annabella Hotel, Balatonfüred
- 1997, Kleine Galerie, Teterov - Rostock, Németország
- 1999, Hozam Klub Galéria, Szolnok
- 2000, Szolnoki Galéria, Szolnok
- 2000, Városháza, Rautlingen, Németország

### Válogatott csoportos kiállítások
- 1946, Rippl-Rónai Társaság kiállítása, Budapest
- 1947, Szolnok a magyar képzőművészetben, Vármegyeháza, Szolnok
- 1961, 1966, A szolnoki művésztelep, budapesti és külföldi kiállításai
- 1967, 1974, Tallinn
- 1968, Öt magyar alföldi festő kiállítása, Galeria Douet, Párizs-Montreuil.
- Békéscsabai alföldi tárlatok, vásárhelyi őszi tárlatok, szegedi, szolnoki festészeti triennálék állandó résztvevője

## Murális művei
- Falikép, mozaik, 3,7 x 11,4 méter Kőolajtermelő Vállalat Központ, Szeged, Algyő (1973)
- Algyői gázkútkitörés emlékműve  sqraffito, 600 x 200 x 30 cm, 47. számú főút, OKGT Ipartelep bejárata mellett, Algyő (1979)
- Napraforgók, tűzzománc, 320x200 cm Jászapáti Tsz. székház (1979)
- Illés próféta, tűzzománc falikép, 100x60 cm Illés kő, Nagykörű község (1990)
- Sétálók, üvegmozaik, 300x240 cm Damjanich János Múzeum gyűjteménye, Szolnok (1996)
- Allegorikus kép, freskó, 20 négyzetméter Nagykörű Illés u. magántulajdon (1997)

## Művek közgyűjteményekben
- Damjanich János Múzeum, Szolnok
- Déri Múzeum, Debrecen
- Magyar Nemzeti Galéria, Budapest
- Tampere
- Zürich

## Díjak
- - Debreceni Országos Nyári Tárlat, Debrecen város     nagydíja, 1967
  - Debrecen Város Művészeti díj, 1968
  - Szolnok megyei Tanács Művészeti díja, 1975
  - Szakszervezetek Szolnok megyei Tanács Művészeti díja,     1978
  - II. Szolnoki Festészeti Triennálé, I. díj, 1978
  - IV. Szolnoki Festészeti Triennálé, Megyei Tanács különdíja,     1984
  - VI. Szolnoki Festészeti Treinnálé, Szolnok Városi     Tanács díja, 1990
  - Jász-Nagykun-Szolnok Megyéért díj, 1992
  - Téli Tárlat, Jász-Nagykun-Szolnok megyei     Önkormányzat díja, 1994
  - Téli Tárlat, Művésztelepért Alapítvány díja, 1996
  - Szolnok megyei Jogú Város Közgyűlés Ezüst     Pelikán-díj, 1997